# اما همیلتون (بازیگر)
اما همیلتون (به انگلیسی: Emma Hamilton) (زاده ۱۹۸۴) بازیگر استرالیایی است.
از فیلم‌های معروف او می‌توان به بازی در فیلم نور سرد روز اشاره کرد.